# Dinghy 18 pés

Ilustração de uma embarcação da classe Dinghy 18 pés.

A classe internacional Dinghy 18 pés, ora estilizada Dinghy 18', é uma classe de iates clássicos de corrida. Ela foi projetada por George Cockshott, um designer de barcos amador de Southport em um concurso de 1912. Trata-se de um bote leve dotado de catboat, equipado com uma vela de terceira retranca (rig de camarão), muito semelhante ao rig houari.
A classe foi utilizada nos Jogos Olímpicos de Verão de 1920 em Antuérpia. Uma equipe esteve presente na linha de partida e conquistou o ouro. Três corridas foram agendadas, com os lugares finais decididos pelo total de pontos. Apenas uma corrida foi iniciada com apenas a Grã-Bretanha competindo, mas os relatos variam se eles terminaram a corrida.